# Alsatia-Verlag
Der Alsatia-Verlag war ein Verlag mit Sitz in Colmar, der von 1897 bis 2000 Werke in Hochdeutsch, elsässischem Dialekt und Französisch veröffentlichte. Vor allem nach 1945 erschienen Publikationen auch unter den Verlagsbezeichnungen Édition Alsatia oder Éditions Alsatia.

## Das Unternehmen

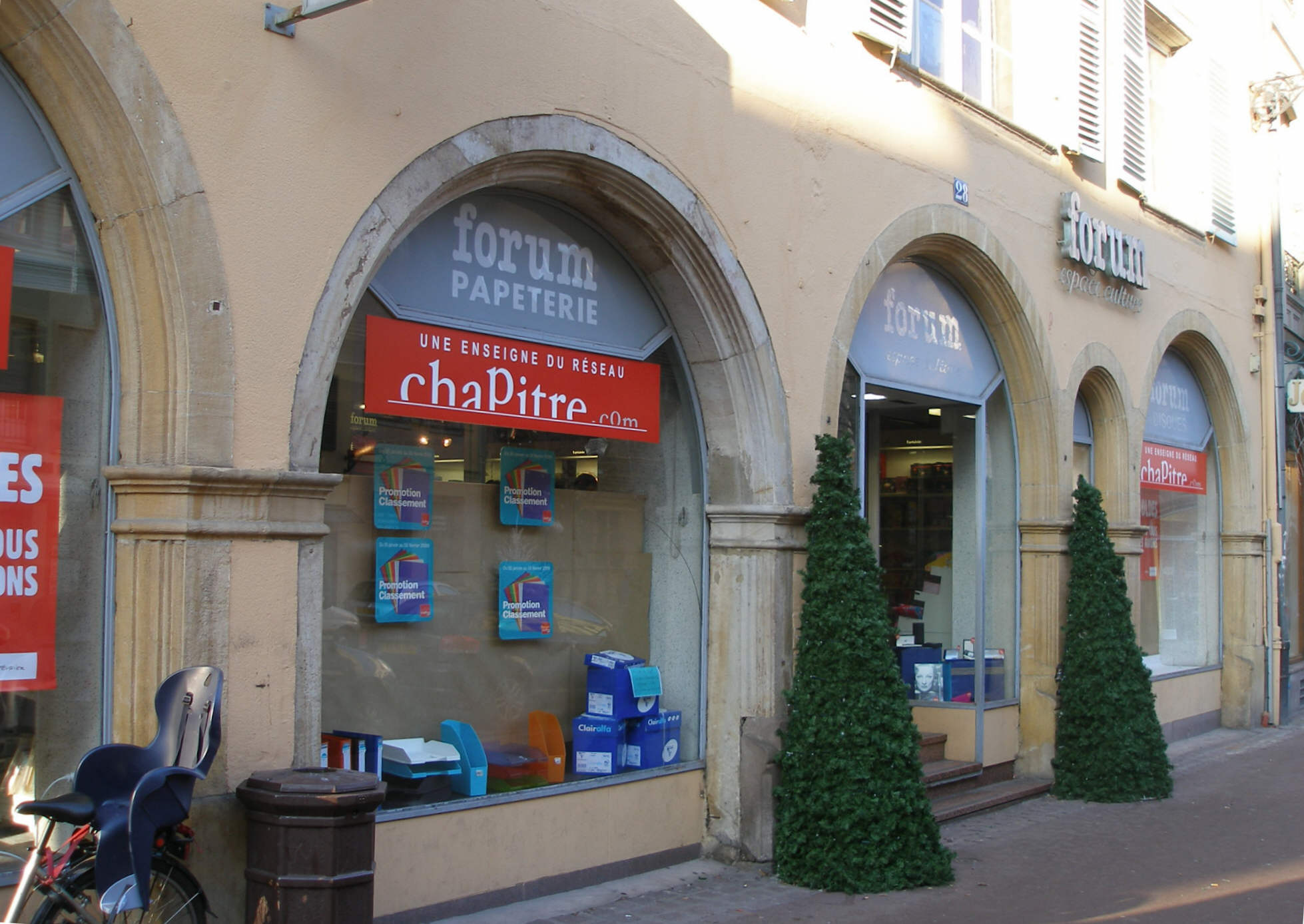
Haus in der Rue des Têtes in Colmar, in dem sich früher die Verkaufsstelle der Alsatia befand

Der Alsatia-Verlag erreichte in den 1930er Jahren mit bis zu 500 Beschäftigten seine größte Ausdehnung. Der Verlagssitz war in der Bartholdi-Straße in Colmar. Zum Verlag gehörten auch eine Druckerei und eine Buchbinderei. Eine Verkaufsstelle befand sich in der Rue des Têtes (Kopfstroß) in der Colmarer Innenstadt. Auch in anderen Ortschaften des Elsass gab es Vertretungen und Einrichtungen des Verlags, außerdem auch eine Vertretung in Paris.

## Publikationsgeschichte
Im Alsatia-Verlag erschienen Zeitungen und Zeitschriften, z. B.:
- Elsässer Kurier (Untertitel: Le Courrier d'Alsace), Alsatia-Verlag, Colmar 1887–1940 (6-mal wöchentlich, mit Beilagen)
- Die Heimat – Monatsschrift für christliche Kultur und Politik – Revue régionale d'Alsace et de Lorraine, Soc. d'Ed. Alsatia, Schlettstadt 1921–1939
- Neuer Elsässer Kalender. Illustriertes Haus- und Heimatbuch für das christliche Volk, Alsatia, Colmar 1927–1942 und 1946–1980
- Neuer und verbesserter vollkommener Staats-Kalender genannt der Hinkende Bote (Später: Der Kolmarer hinkende Bote), Alsatia, Kolmar 1925–1942

### Zwischenkriegszeit (1918–1939)
Nach dem Ersten Weltkrieg erschienen zahlreiche Theaterstücke in elsässischem Dialekt. Daneben wurden Bücher zu religiösen, landschaftlichen, kulturellen und regionalen Themen veröffentlicht.

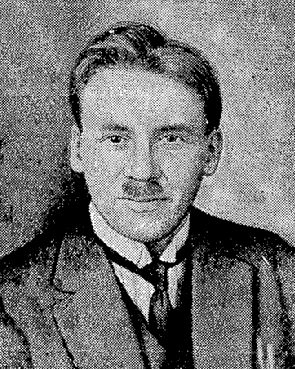
Joseph Rossé: Verlagsleiter von 1940–1944

In den politischen Auseinandersetzungen der 1920er und 1930er Jahre war der Alsatia-Verlag ein wichtiger Publikationsort für die elsässische Autonomie-Bewegung. Die Zeitungen und Zeitschriften des Verlags veröffentlichten Artikel, es erschienen aber auch Broschüren und Bücher wie z. B.:
- Wilhelm Bruckner: Volkstum u. Sprachverhältnisse in Elsass-Lothringen – Gutachten, erst. gelegentlich der Prozesse gegen die Beamten, welche das Manifest des Heimatbundes unterzeichnet haben. Alsatia, Colmar 1926.
- Der Komplott-Prozess von Colmar vom 1. – 24. Mai 1928. Gesammelte Verhandlungsberichte (in 4 Auflagen). Alsatia-Verlag, Colmar 1928
- Joseph Rossé (Hrsg.): Das Elsass von 1870–1932. Band I bis IV, Colmar 1936

Im Oktober 1937 erschien mit Verlagsort Paris
- Georges Cerbelaud-Salagnac: Sous le signe de la tortue. Légende indienne. Éditions Alsatia, Paris 1937

Es war das erste Buch aus der über lange Jahre sehr erfolgreichen Jugendbuch-Reihe Collection Signe de piste, die meistens von den Erlebnissen und Fahrten  französischer Pfadfinder handeln. Deutsche Übersetzungen der „Spurbücher“ erschienen ab 1948 zunächst im Alsatia-Verlag Colmar, ab 1959 dann auch in der Verlags-Dependance Alsatia Freiburg.

### Unter deutscher Besatzung (1940–1944)

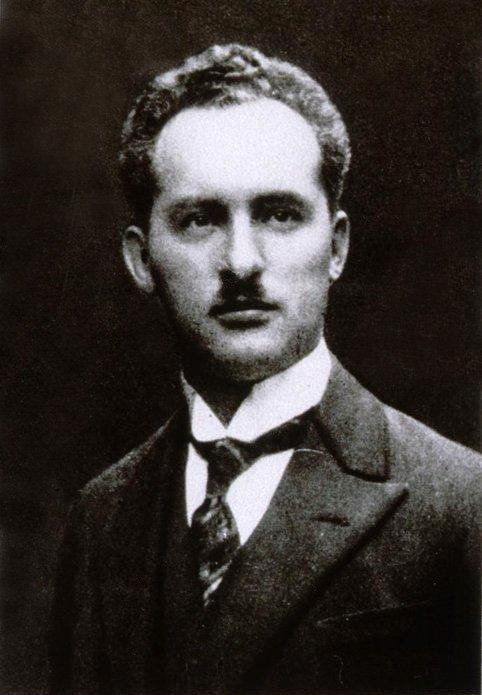
Jean Keppi (1910): Leiter der Druckerei 1943–1944

Der Alsatia-Verlag war zwischen 1940 und 1945 der einzige Verlag im Dritten Reich (und im Elsass), der noch religiöse Schriften veröffentlichen durfte. Das war vor allem auf die Stellung des Verlagsleiters Joseph Rossé zurückzuführen, der den Nationalsozialisten als ehemaliger “Nanziger” als ein Märtyrer für das Elsass galt.
Während der deutschen Besatzung des Elsass (1940–1944) kamen im Alsatia-Verlag politisch missliebige Personen unter, wie z. B. etliche Schulschwestern von Rappoltsweiler, denen von den deutschen Behörden der Betrieb ihrer Schulen untersagt worden war, und der mit Berufsverbot belegte deutsche Journalist Rupert Gießler, der offiziell als Sekretär im Verlag angestellt war, jedoch die Funktionen eines Lektors und Abteilungsleiters ausübte. Seit September 1943 war Jean Keppi bei Alsatia als Leiter einer verlagseigenen Druckerei angestellt. Die Mitarbeiter des Verlags galten als verschworene Gemeinschaft. Die Pariser Vertretung wurde von der Betriebsleitung zum eigenständigen Verlag aufgewertet, um als elsässischer Verlag weiterhin französischsprachige Publikationen veröffentlichen zu können. Um das Verlagsprogramm umsetzen zu können, umging Rossé systematisch Auflagen der Besatzungsbehörden. So wurden z. B. höhere Auflagen gedruckt als genehmigt waren oder Verträge auf Zeiten ohne Beschränkungen zurückdatiert. Die Verbreitung von Reinhold Schneiders Sonnett-Sammlung Jetzt ist des Heiligen Zeit (1943) lief unter der Hand; jedem Buch war ein Zettel beigegeben, durch den der Eindruck erweckt wurde, als sei das Werk vergriffen:"alle Bestellungen bei Verlag und Buchhandel völlig zwecklos. Sie verursachen uns viele Arbeit und können auf keinen Fall erledigt werden. Sobald die wenigen noch vorgesehenen Exemplare vorliegen, erfolgt ihre Auslieferung im Zuteilungsverfahren. Alsatia Verlag AG."

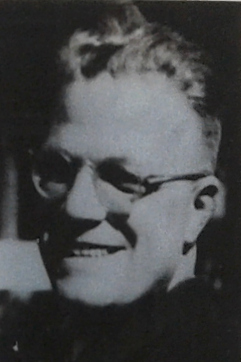
Alfred Delp um 1940

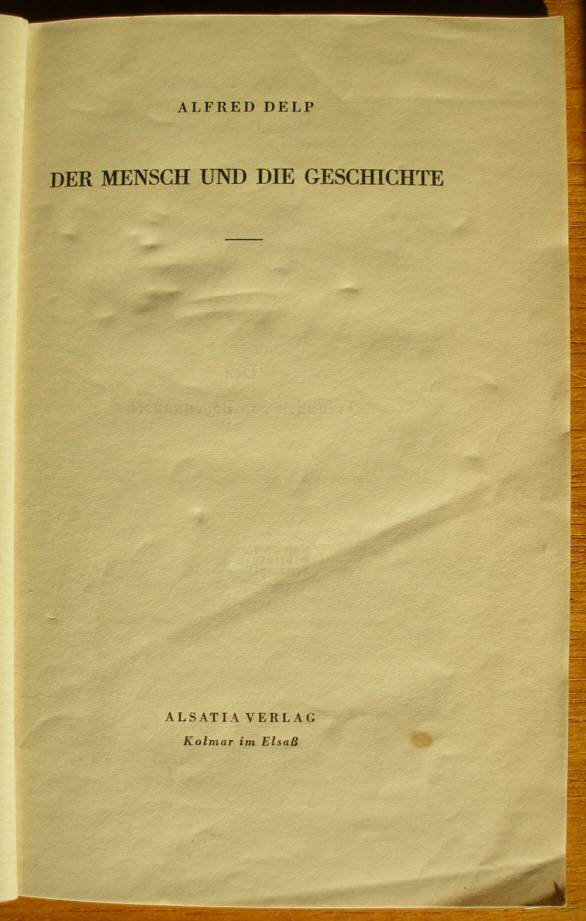
Publikation von A. Delp bei Alsatia (wahrsch. 1942)

Zu den  Autoren, die in diesen Jahren im Alsatia-Verlag publizieren konnten, gehörten v. a. katholische Gegner des nationalsozialistischen Regimes:
- Reinhold Schneider (1903–1958), Schriftsteller, der der Inneren Emigration zugerechnet wird und dem konservativ-katholischen Freiburger Kreis angehörte. Von Schneider erschienen im Alsatia-Verlag 22 Titel, davon zwei in der Pariser Vertretung des Verlags auch in französischer Sprache.[4] Ein paar von Schneiders Büchern aus dieser Zeit haben Massenauflagen erreicht, etwa Das Vaterunser (Erstausgabe 1941, dann noch mindestens 3 weitere Auflagen in jährlichen Abständen, insgesamt eine halbe Million Exemplare) oder Der Kreuzweg (Erstausgabe 1942, zweite Auflage 1943 sowie eine Feldausgabe für Soldaten an der Front).
- Alfred Delp (1907–1945), deutscher Jesuit und Mitglied des Kreisauer Kreises im Widerstand gegen den Nationalsozialismus.
- Carl Muth (1867–1944), Gründer und langjähriger Chefredakteur der seit 1933 zensierten und ab 1941 verbotenen katholischen Monatsschrift Hochland.
- Theodor Haecker (1879–1945), katholischer Schriftsteller und Übersetzer mit Kontakten zur studentischen Widerstandsgruppe Weiße Rose mit Rede- und Publikationsverbot seit 1936.[5]

Im August 1940 musste Rossé die Tageszeitung Elsässer Kurier an den nationalsozialistischen Phönix-Verlag abgeben, auch andere Zeitschriften mussten eingestellt werden oder wurden zensiert. Nach Angaben von Joseph Rossé wurden in der gesamten Besatzungszeit 6 Titel mit einer Auflage von 34.332 Büchern im Verlag veröffentlicht, die den Interessen der deutschen Besatzung dienten. Dies sei notwendig gewesen, um die anderen 230 Publikationen zu ermöglichen, die zusammen eine Auflage von 3.106.009 Exemplaren ausgemacht hätten und die „grosso modo“ gegen die Naziregierung gerichtet gewesen seien. Andere Quellen nennen dagegen zwei Millionen Gesamtauflage.

### Nach 1945
Der Verlag konnte gleich nach Kriegsende weiterarbeiten. In den ersten Nachkriegsjahren herrschten französischsprachige Titel stark vor. Seit den 1950er Jahren betrug der Anteil deutschsprachiger Publikationen ungefähr die Hälfte. Ab den 1970er Jahren ging der deutschsprachige Anteil kontinuierlich zurück. Zuletzt wurden nur noch Touristenführer in deutscher Sprache gedruckt. Nur selten wurde noch Literatur in elsässischem Dialekt herausgegeben, z. B.:
- Nathan Katz: O loos da Rüef dur d'Gàrte – näii Sundgäu-Gedichter. Editions Alsatia, Colmar 1958
- Henri Mertz: Kuddelmuddel üs' em Elsass (Lieder, Versle un Satire). Éditions Alsatia, Colmar 1975.

Es erschienen im Alsatia-Verlag dann auch Publikationen, die unter dem autonomistisch eingestellten Joseph Rossé nicht vorstellbar gewesen wären – so z. B. ein wohlwollendes Werk über Hansi (d. i. Jean-Jacques Waltz), den vehementen Gegner alles Deutschen:
- Robert Perreau: Avec HANSI à travers l'Alsace. Éd. Alsatia, Colmar 1973 (Reprint 2000, ISBN 2-7032-0212-1)

1977 und 1978 erschienen die letzten deutschsprachigen Publikationen des Alsatia-Verlags:
- Pierre Schmitt: Das Unterlinden Museum zu Colmar. 2., verb. Aufl. (Guides artistiques de l'Alsace 1). Verlag Alsatia, Colmar 1977.
- Die Dominikanerkirche zu Colmar, Impr. Alsatia, Colmar 1978.

In der Werbekampagne für das 1990 bei Éditions Alsatia-Union erschienene Buch
- Bernard Fischbach: Les Loups noirs – Autonomisme & terrorisme en Alsace. Alsatia-Union, Mulhouse 1990, ISBN 2-7032-0192-3.

über die gewaltsamen Aktivitäten der separatistischen Gruppe Schwarze Wölfe wurde in einem Faltblatt des Verlags ein bildlicher Zusammenhang zwischen terroristischen Akten und der Arbeit der René-Schickele-Gesellschaft hergestellt. In einem von der Gesellschaft angestrengten gerichtlichen Schnellverfahren wurden Éditions Alsatia-Union zu 10.000,- FF Entschädigungszahlung an die Gesellschaft und zur Veröffentlichung einer Gegendarstellung verurteilt.
1998 und 2000 erschienen als Übernahmen bereits älterer Veröffentlichungen eines anderen französischen Verlags die beiden letzten Publikationen des Alsatia-Verlags:
- Jeannine Siat: Histoire du rattachement de l'Alsace a la France. Alsatia Editions, Mulhouse 1998, ISBN 2-7032-0209-1 ("Geschichte des Anschlusses des Elsass an Frankreich"; ursprünglich erschienen bei Horvath, Le Coteau 1987, ISBN 2-7171-0525-5)
- Bernard Le Marec: L' Alsace dans la guerre 1939–1945 – la tentative de réannexion. Alsatia Ed. [Colmar] 2000, ISBN 2-7032-0211-3 ("Das Elsass im Krieg 1939–1945 – der Wiederangliederungsversuch"; ursprünglich erschienen bei Horvath, Le Coteau 1988, ISBN 2-7171-0590-5)

### In deutscher Sprache
- Rupert Gießler, Joseph Zemb: Zeuge in dunkler Zeit. Joseph Rossé und der katholische Alsatia-Verlag 1940–1944. In: Christ in der Gegenwart. Nr. 43/1979 (28. Oktober 1979)
- Joseph Rossé: Journal meines Exils. In: Rot un Wiss. Le mensuel de tous les Alsaciens et des Lorrains Thiois. Monatsschrift für Elsässer u. Deutsch-Lothringer. in Fortsetzungen abgedruckt zwischen Dezember 1993 (Nr. 195) und März 1996 (Nr. 220). Rot un Wiss. war zwischen 1975 und 2004 eine Monatsschrift in deutscher und französischer Sprache in der Tradition der elsässischen Autonomie-Bewegung.
- Jean-Jacques Ritter, Lucien Sittler: Ein Elsässer im Widerstand gegen den Nationalsozialismus. Joseph Rossé und der Alsatia-Verlag. In: Buchhandelsgeschichte. Herausgegeben von der Historischen Kommission des Börsenvereins, 1982/2, S. B62.
- Hans-Joachim Koppitz: Reinhold Schneider, Heinrich von Schweinichen und der Alsatia Verlag in Kolmar 1941–1945. In: Jahrbuch der Schlesischen Friedrich-Wilhelms-Universität zu Breslau. Band 45/46 (2005), Degener, Insingen, ISSN 0448-1348, S. 519–540.

### In französischer Sprache
- Gabriel Andres: Joseph Rossé – itinéraire d'un Alsacien ou le droit à la différence. Bentzinger, Colmar 2003, ISBN 2-84629-071-7 (“Joseph Rossé – der Lebensweg eines Elsässers oder das Recht auf´s Anderssein”)